# John Bromwich

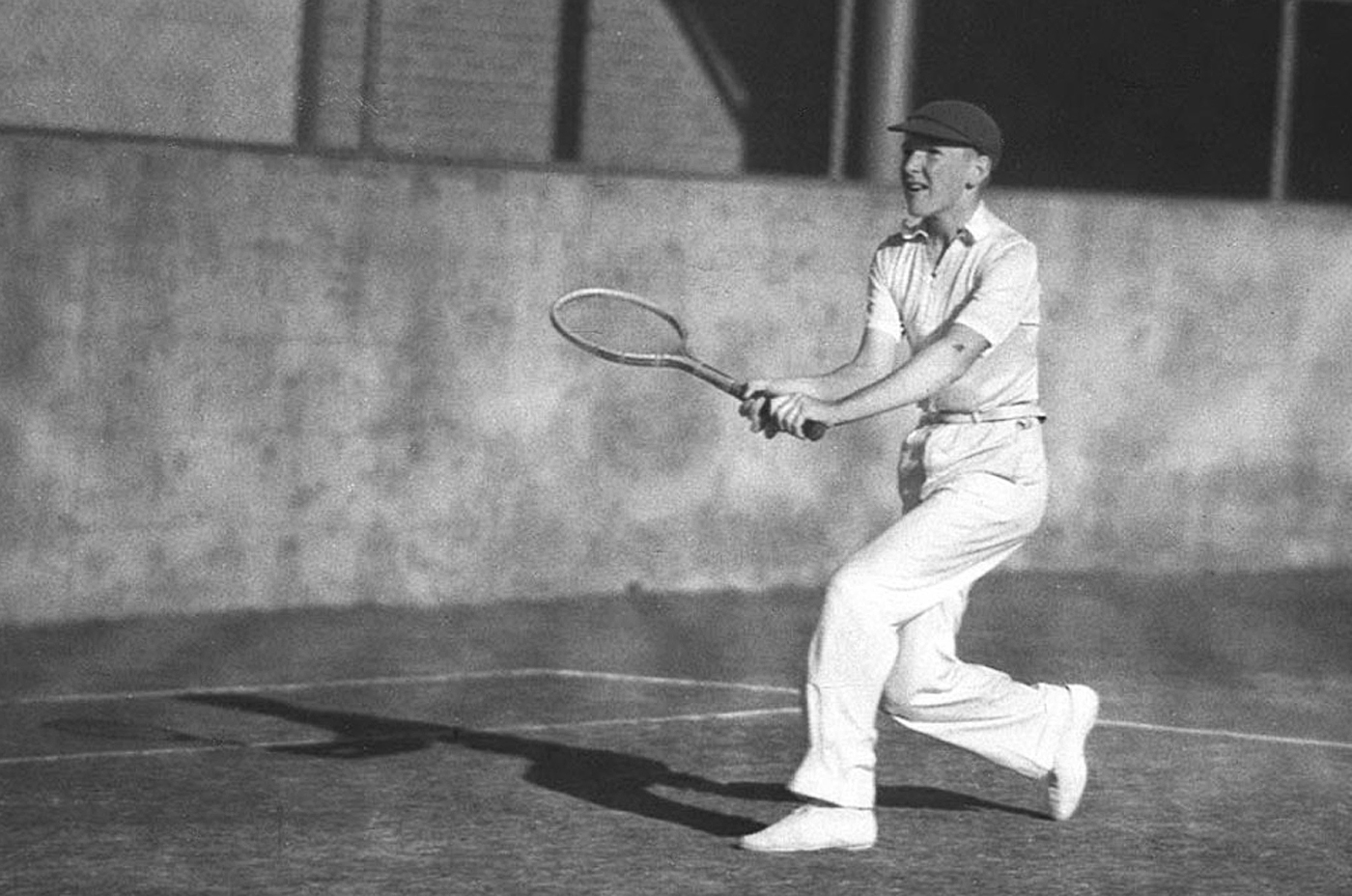
John Bromwich slår sin dubbelfattade backhand

John Edward Bromwich, född 14 november 1918 i Kogarah i New South Wales, död 21 oktober 1999 i Geelong i Victoria, var en australisk ambidexter tennisspelare, en av världens genom tiderna mest framgångsrika dubbelspelare. Han vann 12 dubbel-, 2 singel och 4 mixed dubbeltitlar i Grand Slam-(GS)-turneringar. Bromwich var en av ett otal tennisspelare som fick stora delar av idrottskarriären spolierad på grund av det andra världskriget, under vilket han tjänstgjorde inom Royal Air Force.
John Bromwich upptogs 1984 i International Tennis Hall of Fame.

## Tenniskarriären
Nio av dubbeltitlarna, inklusive samtliga 7 i Australiska mästerskapen, vann Bromwich tillsammans med sin landsman, tillika dubbelspecialisten Adrian Quist. Övriga dubbeltitlar vann han tillsammans med Frank Sedgman (Wimbledonmästerskapen, 1948, och Amerikanska mästerskapen, 1950) och O Sidwell (Amerikanska mästerskapen 1949).
Bromwich spelade 8 GS-finaler i singel av vilka han vann 2, båda i Australiska mästerskapen genom finalsegrar över Adrian Quist (1939), 6-4, 6-1, 6-3) och Dinny Pails (1946), 5-7, 6-3, 7-5, 3-6, 6-2. 
Säsongen 1948 nådde Bromwich singelfinalen i Wimbledonmästerskapen där han mötte amerikanen Bob Falkenburg. Denne försökte, genom att avbryta spelet med flera mindre pauser då han sjönk ner på knäna för att knyta sina skosnören, bringa Bromwich ur rytmen samtidigt som han själv fick tillfälle att vila. Såväl Bromwich som publiken ogillade starkt Falkenburgs taktik och visade öppet sitt missnöje. Falkenburg lyckades i det avgörande femte setet vända matchen till seger trots underläge med 3-5 och två matchbollar emot sig i Bromwich serve. Falkenburg vann med 7-5, 0-6, 6-2, 3-6, 7-5. 
John Bromwich deltog i det australiska Davis Cup-laget 1937-39, 1946-47 och 1949-50. Han spelade totalt 51 matcher och vann 39 av dessa. Vid sitt allra sista DC-framträdande, Challenge Round mot USA, spelade Bromwich dubbel tillsammans med Frank Sedgman och besegrade amerikanerna Ted Schroeder/Gardnar Mulloy. Det australiska paret vann en mycket jämn match med 4-6, 6-4, 6-2, 4-6, 6-4. Australien vann med 4-1 i matcher och tog därmed hem cupen. I den föregående interzonfinalen, som spelades i USA på gräs, hade laget besegrat ett lag från Sverige med 3-2 i matcher. I sina båda singlar i det mötet besegrade Bromwich  Torsten Johansson men förlorade mot Lennart Bergelin. I den andra dagens dubbelmatch vann Bromwich/Sedgman över det svenska paret Bergelin/Sven Davidson.

## Spelaren och personen
John Bromwich var i grunden vänsterhänt, men han servade med höger arm och spelade tvåhandsfattad backhand. Han har berättat att han i sin ungdom också slog serven med tvåhandsfattning. Bromwich använde en mycket löst strängad tennisracket, vilket han ansåg gav honom mer "bollkänsla". Hans grundslag var sällan hårda, men regelmässigt placerade med utomordentlig precision. Han är bekant för sitt sätt att "inåtvänt" långsamt skaka på huvudet i besvärliga situationer när spelet gick honom emot. Bromwich var alltid omtyckt av tennispubliken.

## Grand Slam-titlar
- Australiska mästerskapen
  - Singel - 1939, 1946
  - Dubbel - 1939, 1940, 1946, 1947, 1948, 1949, 1950
  - Mixed dubbel - 1938
- Wimbledonmästerskapen
  - Dubbel - 1948, 1950
  - Mixed dubbel - 1947, 1948
- Amerikanska mästerskapen
  - Dubbel - 1939, 1949, 1950
  - Mixed dubbel - 1947